# 미중 패권 경쟁

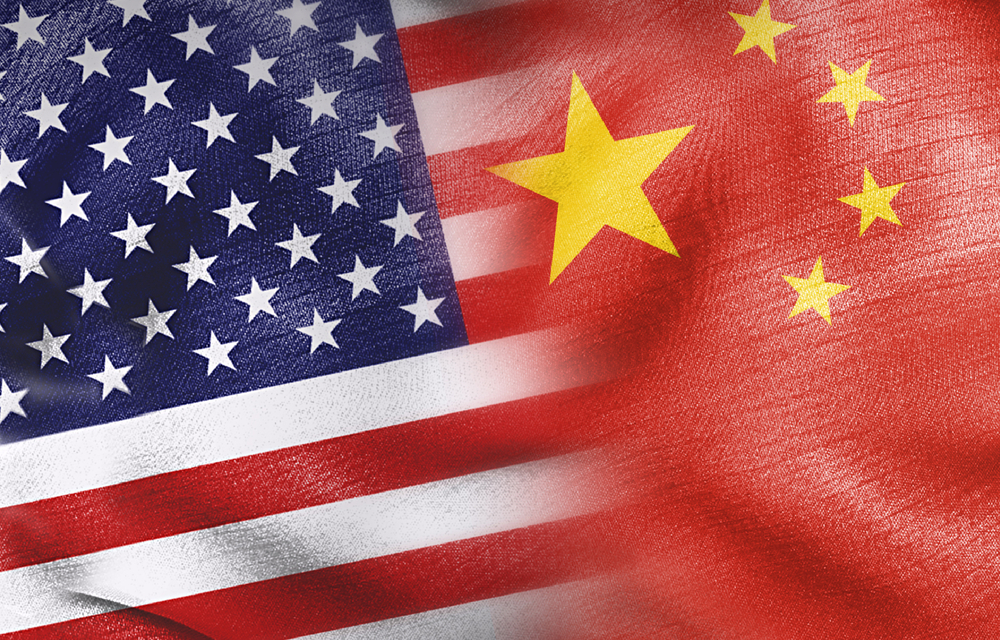

미중 패권 경쟁(美中覇權競爭, 영어: US-China hegemony competition)은 전통적 초강대국인 미합중국과 신흥강대국 중화인민공화국 사이에서 벌어지고 있는 국제적인 경쟁을 말한다.
미국은 1800년대에 영국을 경제력으로 추월하였으며 제2차 세계 대전이후 소련(소비에트 연방)과 함께 세계를 양분하였다. 이후 소련의 붕괴로 미국은 전세계 유일무이의 초강대국이 된다. 
중국은 중화인민공화국 건국 이후 오랫동안 엄청난 빈곤에 시달리던 최후진국이었다. 하지만 덩샤오핑이 집권한 후 개혁정책으로 중국은 엄청나게 성장하여 마침내 2010년 일본을 추월하고 세계 2위의 경제대국이 된다. 
이후 미중 양국은 정치, 군사, 외교, 과학, 기술, 문화, 경제 등 여러 분야에서 경쟁하고 있다.

## 사례

###### 센카쿠 열도 분쟁
2010년 중국 어선이 일본이 실효지배하는 섬인 센카쿠·댜오위다오에서 불법적으로 조업을 하던중 일본에 체포당한다. 이에 중화인민공화국 정부는 대일 희토류 수출을 금지해 일본을 압박하고, 결국 일본은 체포된 어부를 석방한다.
중화인민공화국은 센카쿠·댜오위다오는 원래부터 중국의 소유인 섬이었으나 일본이 불법으로 점령했다 주장하고, 일본은 무인도를 개척한 것이라 주장하고 있다. 이후 중국은 센카쿠·댜오위다오 주변에서 지속적으로 무력시위를 이어가고 있고, 일본도 이에 대응하여 군사력을 증강하고 있다.

###### 남중국해의 영토 분쟁
남중국해는 8개국과 접해있는 바다로, 중국을 비롯하여 필리핀, 베트남, 대만등 여러나라가 자신들의 영해에 대해 각기다른 주장을 하고있다. 이는 남중국해에 지하자원이 매장되어있을뿐 아니라 무역의 요충지로서 그 가치가 상당하기 때문이다.
이에 중국은 남중국해의 90%가 중국의 영해임을 주장하고 있으며, 2013년 존슨 남 산호초를 인공섬으로 만들기 시작하여 지속적으로 인공섬을 건설하고 있다. 2016년 상설중재재판소는 '중국이 주장하는 영해가 근거가 없다'고 판결하였다. 중국은 이에 불복하였다.

###### 양안분쟁
국공내전에서 장제스의 군대가 패하고 국부천대를 한 이후 마오쩌둥이 중화인민공화국을 선포, 계속해서 양안통일을 하려하고 있다. 2015년 양국의 정상이 정상회담을 하는등 관계가 개선되는 듯 하였으나 2019년 도널드 트럼프 정부의 국방부문서에서 대만을 국민국가로 표기하여 논란이 점화되었다. 이후 2020년에는 중국이 대만 상륙 훈련을 하는등 갈등이 고조되었다.

###### 중국 소수민족 자치구 문제
티베트는 오랫동안 한족들과 다른 문화를 형성하고 있었다. 청나라 붕괴 이후 독립을 선포했으나 곧 중화민국에게, 국공내전 이후에는 중화인민공화국에게 흡수당한다. 이후 중화인민공화국은 티베트 지역에 대한 공산주의적 정책이 시행되고, 식량난이 일어나자 티베트인들은 무장봉기를 하였으나 중국군에게 진압당한다. 그후로도 미국 중앙정보국의 지원을 받았으나 리처드 닉슨행정부에 이르러 미국이 중국과 수교하자 미국은 대중적대정책을 철회하고 티베트 독립파에 대한 지원을 전면 철회한다. 2020년 10월 14일 티베트 정책조정관으로 임명된 로버트 데스트로 미국 국무부 차관보가 임명 직후 티베트 망명정부의 롭상 상가이(Lobsang Sangay) 수반을 만났는데, 미국 관리가 망명정부 수반을 만난 것은 티베트 망명정부 수립 60년 만에 처음이다.

신장 위구르 자치구는 위구르족이 거주하는 중국 서부의 자치지역으로, 러시아의 영토가 되려하였으나 중국에 복속되었다.  이후 중국정부는 위구르에 대한 대대적인 탄압을 벌였다. 반정부적 위구르인들을 수용소에 감금하고, 신장 재교육 캠프에서의 고문과 성폭력이 일어났다. 또한 강제노동이 있었음을  H&M이 공개하여 파장이 일었다.

###### 베네수엘라 위기
2019년있었던 베네수엘라에서의 정치적 사태는 중국과 직접적인 연관은 없었으나, 중국을 비롯한 반서방국가들이 니콜라스 마두로를, 미국을 비롯한 서방국가들이 후안 과이도를 지지하며 냉전때와 비슷한 양상을 보였다.

###### 2019-2020년 홍콩 시위
아편 전쟁이후 영국에 넘겨졌던 홍콩이 1997년 중국에 반환되었다. 조약에 따라 중국은 2047년까지 일국양제를 보장하여야 하나, 계속적으로 홍콩을 중국에 편입시키기 위해 각종 정책들을 펼쳤고, 이에 2014년 홍콩 시위와 같은 일들이 일어났다. 이후 중국정부가 범죄인 인도 법안을 추진하자 이에 시민들이 대규모로 반발하여 시위를 했다. 이에 미국, 영국등 서방세계가 중국을 비판하였으나, 중국은 2020년 홍콩 국가보안법을 통과시켜 홍콩 민주화 운동을 사실상 종결시키기에 이른다.

###### 미국-중국 무역 전쟁
중국은 환율조작, 특허침해등 여러 논란들이 꾸준히 제기되어 왔다. 그러나 공론화되지 않다가 2017년 보호무역을 주장하는 도널드 트럼프가 대통령에 당선되자 논란이 수면위로 떠올랐다. 그리고 2018년 7월 6일 미국이 340억 미국달러 규모의 중국 수입품 818종에 25%의 관세를 부과하였고 중국이 이에 대한 보복 조치로 중국으로 수입되는 미국산 농산품, 자동차, 수산물 등에 미국과 똑같이 340억 달러 규모로 25% 보복관세를 부과하면서 양국간 무역전쟁이 시작되었다.

###### 코로나19 범유행
2019년 중국 우한시에서 시작된 코로나바이러스감염증-19가 전세계로 확산되자 이에대한 중국 책임론이 일각에서 나왔다. 이는 중국의 정보은폐 등에 중국정부가 책임을 져야한다는 것이다. 또한 이사태로인해 전세계적으로 반중감정이 매우 거세게확산되었으며, 이는 세계정세에 중대한 영향을 미치게 되었다.

###### 2021년 미얀마 쿠데타
2021년 미얀마의 총선 결과에 불복한 군부가 쿠데타를 일으키고, 이에 반발한 사람들이 군부에 반발하여 민주화운동을 전개하였다. 미국등 서방진영은 시위대를, 중국은 군부를 지지하였다.

###### 2021년 탈레반 공세
2021년 미군이 아프가니스탄에서 철수하기 시작하자 탈레반은 빠르게 아프가니스탄을 장악해나가기 시작한다. 이에 중국의 왕이 (정치인)가 탈레반과 만나는등 아프간에서의 테러 유입에 대해 촉각을 곤두세우고 있으며, 탈레반이 아프간을 안정화한다면 아프간에대한 투자를 약속한 상태이다.

## 같이 보기
- 냉전 & 제2차 냉전
- 미중 관계
- 그레이트 게임
- G2